# Roseau County
Das Roseau County ist ein County im US-amerikanischen Bundesstaat Minnesota. Im Jahr 2020 hatte das County 15.331 Einwohner und eine Bevölkerungsdichte von 3,6 Einwohnern pro Quadratkilometer. Der Verwaltungssitz (County Seat) ist Roseau.

## Geografie
Das County liegt fast im äußersten Nordwesten von Minnesota an der Grenze zu Kanada. Es hat eine Fläche von 4247 Quadratkilometern, wovon 41 Quadratkilometer Wasserfläche sind. Im Nordosten hat das County Anteil am Lake of the Woods.
An das Roseau County grenzen folgende Nachbarcountys und kanadische Provinzen:
|                | Manitoba (Kanada) |                          |
| Kittson County |                   | Lake of the Woods County |
|                | Marshall County   | Beltrami County          |

## Geschichte
Das Roseau County wurde am 28. Februar 1894 aus Teilen des Beltrami County und des Kittson County gebildet. Benannt wurde es nach dem Roseau Lake und dem Roseau River.

## Demografische Daten
Nach der Volkszählung im Jahr 2010 lebten im Roseau County 15.629 Menschen in 6357 Haushalten. Die Bevölkerungsdichte betrug 3,6 Einwohner pro Quadratkilometer. In den 6357 Haushalten lebten statistisch je 2,44 Personen.
Ethnisch betrachtet setzte sich die Bevölkerung zusammen aus 94,4 Prozent Weißen, 0,3 Prozent Afroamerikanern, 1,3 Prozent amerikanischen Ureinwohnern, 2,5 Prozent Asiaten sowie aus anderen ethnischen Gruppen; 1,4 Prozent stammten von zwei oder mehr Ethnien ab. Unabhängig von der ethnischen Zugehörigkeit waren 0,8 Prozent der Bevölkerung spanischer oder lateinamerikanischer Abstammung.
25,9 Prozent der Bevölkerung waren unter 18 Jahre alt, 59,4 Prozent waren zwischen 18 und 64 und 14,7 Prozent waren 65 Jahre oder älter. 48,9 Prozent der Bevölkerung war weiblich.

Das jährliche Durchschnittseinkommen eines Haushalts lag bei 48.612 USD. Das Pro-Kopf-Einkommen betrug 23.730 USD. 11,4 Prozent der Einwohner lebten unterhalb der Armutsgrenze.

## Ortschaften im Roseau County
Citys
| - Badger - Greenbush - Roosevelt1 | - Roseau - Strathcona - Warroad |

Unincorporated Communities
| - Pinecreek - Pencer - Salol | - Skime - Swift - Wannaska |

Geisterstädte
- Haug
- Winner

1 – teilweise im Lake of the Woods County

## Gliederung
Das Roseau County ist neben den sechs Citys in 33 Townships und drei Unorganized Territories (UT) gegliedert:
| Township               | Einw. (2010) | FIPS     |
| ---------------------- | ------------ | -------- |
| Barnett Township       | 139          | 27-03610 |
| Barto Township         | 138          | 27-03808 |
| Beaver Township        | 107          | 27-04420 |
| Cedarbend Township     | 221          | 27-10414 |
| Deer Township          | 105          | 27-15166 |
| Dewey Township         | 122          | 27-15868 |
| Dieter Township        | 148          | 27-15958 |
| Enstrom Township       | 455          | 27-19466 |
| Falun Township         | 251          | 27-20492 |
| Golden Valley Township | 189          | 27-24326 |
| Grimstad Township      | 146          | 27-26036 |
| Hereim Township        | 228          | 27-28628 |

| Township            | Einw. (2010) | FIPS     |
| ------------------- | ------------ | -------- |
| Huss Township       | 120          | 27-30626 |
| Jadis Township      | 568          | 27-31634 |
| Lake Township       | 2090         | 27-34010 |
| Laona Township      | 543          | 27-35594 |
| Lind Township       | 56           | 27-37196 |
| Malung Township     | 438          | 27-39644 |
| Mickinock Township  | 301          | 27-41894 |
| Moose Township      | 114          | 27-43900 |
| Moranville Township | 887          | 27-44080 |
| Nereson Township    | 58           | 27-45178 |
| North Roseau UT     | 139          | 27-47216 |
| Northwest Roseau UT | 25           | 27-47357 |

| Township              | Einw. (2010) | FIPS     |
| --------------------- | ------------ | -------- |
| Palmville Township    | 39           | 27-49588 |
| Pohlitz Township      | 34           | 27-51748 |
| Polonia Township      | 34           | 27-51820 |
| Poplar Grove Township | 82           | 27-51982 |
| Reine Township        | 94           | 27-53728 |
| Ross Township         | 429          | 27-55942 |
| Skagen Township       | 235          | 27-60610 |
| Soler Township        | 95           | 27-61096 |
| Southeast Roseau UT   | 231          | 27-61330 |
| Spruce Township       | 573          | 27-62158 |
| Stafford Township     | 284          | 27-62338 |
| Stokes Township       | 215          | 27-62932 |